# IC 503
IC 503 је спирална галаксија у сазвјежђу Хидра која се налази на листи објеката дубоког неба у Индекс каталогу.
Деклинација објекта је + 3° 16' 7" а ректасцензија 8h 22m 10,6s. Привидна величина (магнитуда) објекта IC 503 износи 13,0 а фотографска магнитуда 13,9. IC 503 је још познат и под ознакама UGC 4366, MCG 1-22-4, CGCG 32-6, IRAS 08195+0325, PGC 23474.